# Industrie- und Handelskammer Rhein-Neckar
Die Industrie- und Handelskammer (IHK) Rhein-Neckar ist die Industrie- und Handelskammer für die Stadtkreise Heidelberg und Mannheim, den Neckar-Odenwald-Kreis und den Rhein-Neckar-Kreis. Der Sitz ist Mannheim.

## Organisation
Die Kammer vertritt etwa 75.000 Mitgliedsunternehmen. Alle fünf Jahre wählen diese die aus 85 Mitgliedern bestehende Vollversammlung. Diese wählt das Präsidium mit dem Präsidenten Manfred Schnabel an der Spitze.

## Geschichte
Die ältesten Spuren der wirtschaftlichen Selbstverwaltung in Heidelberg sind die Statuten der Krämerzunft aus dem Jahr 1699. In Mannheim verlieh Kurfürst Karl III. Philipp 1728 Zunftprivilegien. Die Bildung von Handelskammern erfolgte am 20. September 1831 in Mannheim und am 26. Dezember 1848 in Heidelberg. Das badische Handelskammergesetz vom 11. Dezember 1878 (in Anlehnung an das preußische von 1870) beendete den „Wildwuchs“ der Handelsvereinigungen unterschiedlicher Art in Baden, die aufgrund freiwilliger Mitgliedschaften das Gesamtinteresse nur bedingt vertreten konnten. Es regelt, dass alle ins Handelsregister eingetragenen Firmen automatisch Mitglied der jeweiligen Handelskammer werden.
Mit dem Gesetz über die Änderung des Handelskammergesetzes vom 1. Juli 1933 wurde eine zentrale Badische Industrie- und Handelskammer mit Sitz in Karlsruhe geschaffen. Schon 1935 wird diese zentrale Verwaltung aber in vier Kammern aufgeteilt (Freiburg, Karlsruhe, Mannheim und Pforzheim). Damit bestand für wenige Jahre eine gemeinsame Kammer von Heidelberg und Mannheim. Am 22. März 1943 wurde die IHK Mannheim aufgelöst und in die Gauwirtschaftskammer Oberrhein mit Sitz in Karlsruhe/Straßburg überführt. Vor Ort verblieb die Wirtschaftskammer Mannheim (einschließlich Heidelberg, mit eigener Rechtspersönlichkeit).
Mit Anordnung Nr. 3 der Militärregierung Nordbaden vom 16. Januar 1946 wurde die Wiedererrichtung von Industrie- und Handelskammern in Heidelberg und Mannheim vorgenommen. Rechtsgrundlage wurde der Erlass des Wirtschaftsministeriums Württemberg-Baden vom 23. August 1946 und später das IHK-Gesetz von 1956.
Zum 1. Januar 1973 erfolgte die Fusion der IHK Mannheim und IHK Heidelberg zur IHK Rhein-Neckar.

## Persönlichkeiten

### Präsidenten der fusionierten Kammer
- Wilhelm Koch und Hans J. Reuther (ab 1973)
- Manfred Schnabel (seit 2017)
- Irmgard Abt (2015 bis 2017)
- Gerhard Vogel (2005 bis 2015)
- Hubert Eirich (1997 bis 2005)

### Präsidenten der IHK Mannheim
- Fritz Reuther (1933 bis 1938)
- Richard Lenel (1920 bis 1933) (nach 1945 Ehrenpräsident)
- Philipp Diffené (1880 bis 1903)

### Präsidenten der IHK Heidelberg
- Hubert Sternberg (1945 bis 1949)
- Wilhelm Koch (bis 1972)